# Discozantaena brevicollis
Discozantaena brevicollis är en skalbaggsart som beskrevs av Perkins 2005. Discozantaena brevicollis ingår i släktet Discozantaena och familjen vattenbrynsbaggar. Inga underarter finns listade i Catalogue of Life.